# Édgar Páez
Édgar Páez Cortés (Bogotá, 24 de diciembre de 1959-Ibidem, 23 de septiembre de 2023) fue un dirigente deportivo y agente de seguridad colombiano.

## Biografía
Nació en Bogotá. Empezó su trayectoria como detective del Departamento Administrativo de Seguridad (DAS), posteriormente se desempeñó como investigador de la Fiscalía General de la Nación.
En 2004 se incursionó en el fútbol como accionista del Independiente Santa Fe durante la presidencia de Eduardo Méndez al 2007. En 2016 hasta su asesinato en 2023, ostentó como presidente de Tigres Fútbol Club se destacó por ascender por primera vez a la primera división del fútbol profesional colombiano, sólo participó en 2017 hasta su regreso a la segunda categoría al presente.

## Asesinato
En la tarde del 23 de septiembre de 2023 en la localidad de Puente Aranda asistió al partido de la segunda división del fútbol colombiano de su club contra el Atlético Fútbol Club, ya terminado el juego, fue interceptado por dos hombres que manejaban una moto, disparándole en tres ocasiones, mientras conducía su carro y fue trasladado a la Clínica Mederi. Los médicos lo declararon muerto tras sufrir los impactos de bala.